# HD26906
HD26906 є хімічно пекулярною зорею спектрального класу A2 й має видиму зоряну величину в смузі V приблизно  8,2.